# Payveren, Karayazı
Payveren là một xã thuộc huyện Karayazı, tỉnh Erzurum, Thổ Nhĩ Kỳ. Dân số thời điểm năm 2011 là 417 người.